# Interstate 95 (Rhode Island)
Cet article traite d'une section intra-État de l'autoroute. Pour l'article traitant de l’autoroute au complet, référez-vous à Interstate 95.
L'interstate 95 au Rhode Island constitue un segment de l'Interstate 95, l'autoroute principale de la côte est des États-Unis. Cette autoroute, longue de plus de 3 000 kilomètres, connecte les villes de Miami, Washington, Baltimore, Philadelphie, New York et Boston. 
Au Rhode Island, elle est à nouveau la principale autoroute de l'état, alors qu'elle connecte l'Ocean State au Connecticut (vers New Haven et le grand New York) ainsi qu'au Massachusetts en direction nord, vers le grand Boston. Elle est aussi la seule autoroute inter-États de l'état, mise à part ses deux autoroutes auxiliaires (I-195 et I-295), et est la seule autoroute à desservir toute l'agglomération de Providence, la capitale du Rhode Island, ainsi que la deuxième plus grande ville de la Nouvelle-Angleterre. Elle possède une longueur de 69,7 kilomètres dans l'état (43 miles).
Elle demeure une autoroute très achalandée car non seulement elle est la seule autoroute connectrice de l'état, mais elle est aussi le principal lien de la région du BosWash (de Boston à Washington), particulièrement dans cette section entre New York et Boston.

## Tracé

### Du Connecticut à Providence
L'Interstate 95 arrive dans l'état du Rhode Island depuis le Connecticut, dans la communauté de Hopkinton. New Haven est situé environ 60 miles à l'ouest de la frontière, New London, 20 miles, et le grand New York, plus de 120 miles,.
Aussitôt dans l'état, elle possède une orientation nord-est / sud-ouest, en s'éloignant progressivement de la côte Atlantique. Elle suit principalement le tracé de la route 3 du Rhode Island pour ses 20 premiers miles dans l'état. À la hauteur de la sortie 3, elle croise la route 138, qui mène vers Kingston et Newport. Justement à la hauteur de la sortie 3, elle bifurque vers le nord pour une dizaine de miles, jusqu'à Nooseneck (sortie 6), elle est bifurque vers l'est. Elle contourne par la suite le sud de West Warwick, la première ville du grand Providence que l'I-95 traverse.

### Grand Providence

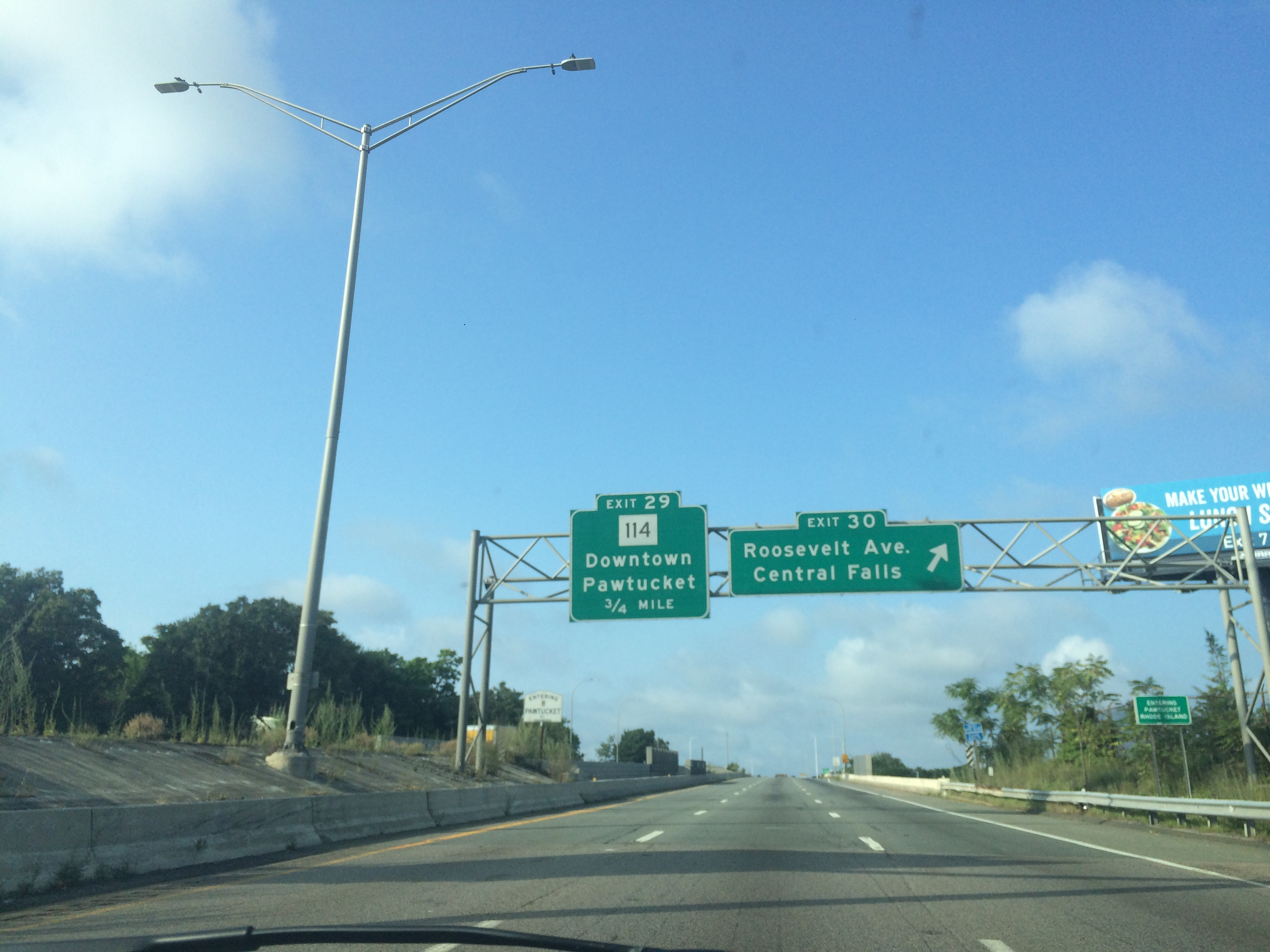
L'interstate 95 direction sud, à la frontière Massachusetts-Rhode Island, tout juste au nord de Pawtucket.

Alors qu'elle se dirige vers l'est en passant au sud de West Warwick, elle croise la route 4 à la sortie 9, une route connectrice vers Newport et Kingston. Après la sortie 9, elle tourne à 90° vers la gauche (vers le nord), puis traverse la ville de Warwick, et à la sortie 11, elle croise l'I-295, l'autoroute de contournement de Providence. L'I-95, quant à elle, continue de se diriger vers le centre de Providence en étant située à l'ouest de la U.S. Route 1, alors que le trafic devient de plus en plus important. C'est officiellement passé la sortie 16, avec la route 10 du Rhode Island, qu'elle entre dans le territoire de la ville. Elle bifurque vers le nord à la hauteur de la sortie 18, puis rejoint l'interstate 195, vers Cape Cod entre autres. Par la suite, l'I-95 passe au sud-ouest du centre-ville de Providence, en possédant de nombreux échangeurs (sorties 20 à 25). Elle quitte par le nord en étant toujours parallèle à la U.S. Route 1, alors qu'elle entre dans Pawtucket. Dans cette ville, elle possède de nombreuses courbes, contournant le centre de la ville par le sud-est. Un peu au nord de la ville, elle traverse la frontière terrestre entre le Rhode Island et le Massachusetts. Plus au nord, elle mène vers Attleboro, et Boston plus loin.

## Historique

### Sud du Rhode Island

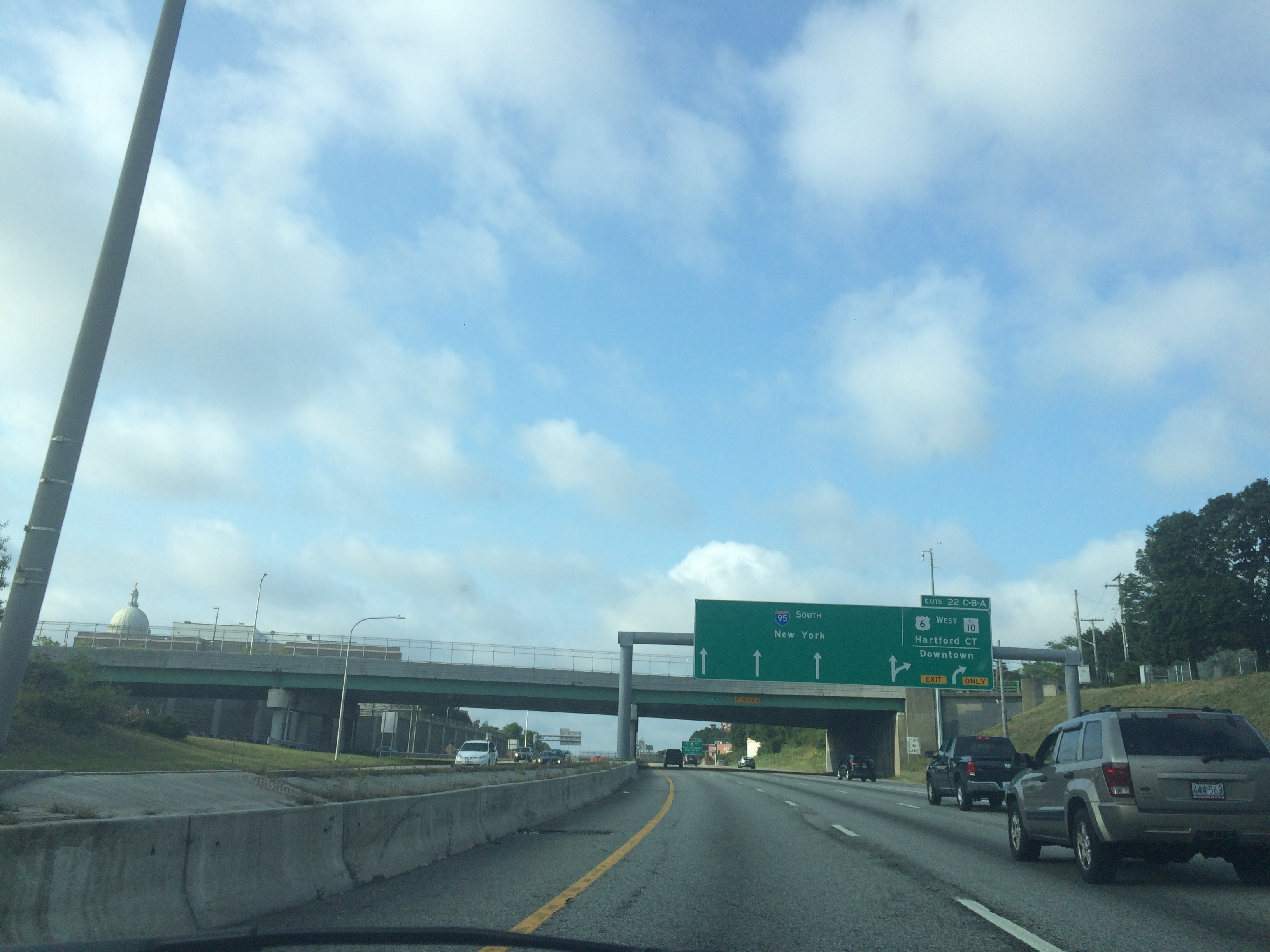
L'Interstate 95 direction sud à Providence, au mile 22.

Avant la construction de l'Interstate 95 dans l'état, la route diagonale de la route 3 était déjà une route bien empruntée en tant que raccourci comparé à la U.S. Route 1, une route plus ancienne et moins directe. Dans les années 1930, un nouveau raccourci fut construit dans le sud-est du Connecticut et le sud-ouest du Rhode Island, connectant ainsi Old Mystic (CT) à Hopkinton. L'actuelle route 84 du Connecticut fut déviée pour utiliser la nouvelle route (actuelle route 184), et la toute petite portion dans le Rhode Island était aussi numérotée route 84. Ce qui reste du New London Turnpike (qui est devenu abandonnée à cause de l'Interstate 95) va vers Big River en tant que route de gravier, se dirige vers le nord-est en croisant l'Interstate 95 à la sortie 7, est en multiplex avec la route 3 à West Warwick pour un quart de mile. Ensuite, il tourne vers la Route 2 (New London Avenue) jusqu'à l'échangeur Meshanticut, à Providence.
La première section de l'Interstate 95 qui a été planifiée était une amélioration et la relocalisation des routes 84 et 3 de la frontière avec le Connecticut à Westerly, jusqu'à l'actuelle route 3 à Richmond. La petite route 84 fut améliorée à une route à 4 voies dans les environs de la Gray Lane. Au lieu de se joindre à la route 3, elle fut prolongée vers le nord-est, en passant sous la route 3 (sortie 1 actuelle). Le reste de la route fut numéroté la route 3 le 12 décembre 1955. Elle ne correspondait pas aux standards autoroutiers, alors qu'elle ne possédait que des échangeurs avec la route 3 à Hopkinton et avec la route 138 à Richmond (route 3 actuelle), en plus d'un pont au-dessus de la rivière Wood et de la Mechanic Street,.
Une section de l'autoroute, connue sous le nom de Kent County Freeway, ouvrit en juillet 1958, étant située entre la route 3 à Kitts Corner, au nord-est dans le parc de Big River (sortie 6), puis vers l'est sur les routes 2 et 3 sur la ligne entre West Warwick et Warwick.
La désignation de l'Interstate 95 fut approuvée le 27 juin 1958. Cette section dans le sud du Rhode Island fut temporairement numérotée route 95 jusqu'à ce qu'elle fut améliorée en autoroute. Cette route circulait de la frontière avec la Connecticut sur ce qui était la route 84, puis sur la route 3 dans Richmond, Kitts Corner et jusqu'à la route 2. Le plus que possible, la route 3 ne passait pas sur la trajectoire de la 95 (seulement près de la Big River), et pendant ce temps, la route 84 fut renumérotée route 95 près du Connecticut.
L'interstate 95 au Connecticut fut complétée le 12 décembre 1964 jusqu'à la frontière avec le Rhode Island, où elle reliait la route 95 à l'état. La portion au nord de l'I-95, jusqu'à Richmond, fut complétée en mai 1968. Plus au nord, elle fut connectée à la Kent County Freeway par une nouvelle section qui a été ouverte le 22 novembre 1969, en tant que la dernière section de l'I-95 dans le Rhode Island. C'est à cet instant que la route 95 fut officiellement renumérotée Interstate 95, alors qu'elle était complètement une autoroute.

### Pawtucket
Les citoyens de Pawtucket craignaient la construction de l'Interstate 95 dans la ville, et ce, depuis 1949. Les éditions des journaux Pawtucket Times et du journal de à Providence indiquaient en 1949 que les citoyens de la section Woodlawn de Pawtucket étaient apeurés. Accordé au département des transports du Rhode Island (RIDOT), l'autoroute étaient autrefois planifiée pour passer à l'ouest de Pawtucket, laissant ainsi libre la rivière Pawtucket dans la ville. Elle était autrefois prévue de suivre l'est du chemin de fer New Haven-New York, et de créer des zones souterraines sous Spring Avenue, Broad Street et Dexter Avenue.

## Disposition des voies
Dans le sud de l'état, l'Interstate 95 possède généralement 4 voies (configuration 2-2), et ce, jusqu'à la sortie 9, avec la route 4. Elle tombe ensuite à 8 voies alors qu'elle traverse le grand Providence. Elle tombe 6 voies (3-3) dans Pawtucket, jusqu'au Massachusetts,.

## Autoroutes auxiliaires
Elle possède 2 autoroutes auxiliaires dans l'état:
- L'interstate 195 est une longue autoroute reliant le centre de Providence aux régions du sud du Massachusetts (New Bedford), et ultérieurement, jusqu'à Cape Cod.
- L'interstate 295 est l'autoroute de contournement nord-ouest du grand Providence. Elle peut être empruntée par les automobilistes pour continuer leur route vers Boston sans traverser le centre de Providence[2].

## Liste des échangeurs
| Liste des échangeurs de l'Interstate 95 au Rhode Island | Liste des échangeurs de l'Interstate 95 au Rhode Island | Liste des échangeurs de l'Interstate 95 au Rhode Island | Liste des échangeurs de l'Interstate 95 au Rhode Island  | Liste des échangeurs de l'Interstate 95 au Rhode Island                                       | Liste des échangeurs de l'Interstate 95 au Rhode Island                                                                     |
| Emplacement                                             | Mile                                                    | km                                                      | #                                                        | Intersection / Destinations                                                                   | Notes |
| ------------------------------------------------------- | ------------------------------------------------------- | ------------------------------------------------------- | -------------------------------------------------------- | --------------------------------------------------------------------------------------------- | --- |
| Frontière Connecticut-Rhode Island                      | 0,0                                                     | 0,0                                                     | I-95 sud, New London (CT), New Haven(CT) , New York (NY) | I-95 sud, New London (CT), New Haven(CT) , New York (NY)                                      | Extrémité sud-ouest de l'I-95 au Rhode Island                                                                               |
| Hopkinton                                               | 0,7                                                     | 1,1                                                     | 1                                                        | RI-3, Hopkinton, Hope Valley, Westerly, Ashaway                                               | |
| Hopkinton                                               | 4,5                                                     | 7,2                                                     | 2                                                        | Hope Valley, Woodville, Alton, Canonchet                                                      | |
| Richmond                                                | 7,3                                                     | 11,7                                                    | 3AB                                                      | RI-138, Wyoming, Centerville, Kingston, Newport, Usquepaug                                    | numérotée 3A vers l'est (Kingston) et 3B vers l'ouest (Wyoming)                                                             |
| Richmond                                                | 9,2                                                     | 14,8                                                    | 4                                                        | RI-3, vers RI-165, Arcadia, Millville, Exeter                                                 | sortie nord et entrée sud seulement                                                                                         |
| West Greenwich                                          | 13,9                                                    | 22,4                                                    | 5AB                                                      | RI-102, West Greenwich, Foster, Exeter, Rockland, Clayville                                   | numérotée 5A vers le sud (Exeter) et 5B vers le nord (Rockland)                                                             |
| West Greenwich                                          | 18,2                                                    | 29,3                                                    | 6                                                        | RI-3, Coventry, West Greenwich                                                                | |
| West Greenwich                                          | 19,8                                                    | 31,9                                                    | 6A                                                       | Hopkins Hill Road                                                                             | |
| West Greenwich                                          | 21,4                                                    | 34,4                                                    | 7                                                        | Coventry, West Warwick                                                                        | |
| West Warwick                                            | 24,0                                                    | 38,6                                                    | 8A                                                       | RI-2 sud vers RI-401 est et RI-4 sud, East Greenwich, Crompton                                | direction sud, sortie accessible via la sortie 9                                                                            |
| Warwick                                                 | 24,0                                                    | 38,6                                                    | 8B                                                       | RI-2 nord (Quaker Lane), West Warwick centre                                                  | sortie 8 en direction sud                                                                                                   |
| Warwick                                                 | 24,5                                                    | 39,4                                                    | 9                                                        | RI-4 sud, North Kingstown, Wickford, Newport                                                  | sortie sud et entrée nord                                                                                                   |
| Warwick                                                 | 27,0                                                    | 43,5                                                    | 10AB                                                     | RI-117, West Warwick, Warwick                                                                 | numérotée 10A vers l'est (Warwick) et 10B vers l'ouest (West Warwick)                                                       |
| Warwick                                                 | 27,7                                                    | 44,6                                                    | 11                                                       | I-295 nord, Woonsocket, Johnston                                                              | sortie nord et entrée sud seulement; terminus sud de la I-295                                                               |
| Warwick                                                 | 28,3                                                    | 45,5                                                    | 12A                                                      | est , Warwick                                                                                 | numérotée sortie 12 direction nord                                                                                          |
| Warwick                                                 | 28,3                                                    | 45,5                                                    | 12B                                                      | RI-113 ouest, vers I-295 nord et RI-5 et RI-2, West Warwick                                   | direction nord, via sortie 11                                                                                               |
| Warwick                                                 | 29,3                                                    | 47,2                                                    | 13                                                       | US 1, Route Connectrice de l'aéroport de Providence (PVD), Aéroport T. F. Green de Providence | |
| Warwick                                                 | 31,0                                                    | 49,9                                                    | 14AB                                                     | RI-37 ouest vers RI-2, I-295 et US 1, Cranston, West Warwick                                  | numérotée 14A vers l'est (Warwick) et 14B vers l'ouest (Cranston)                                                           |
| Warwick                                                 | 31,5                                                    | 50,7                                                    | 15                                                       | Jefferson Boulevard                                                                           | |
| Cranston                                                | 33,5                                                    | 53,9                                                    | 16                                                       | RI-10, vers RI-12 et RI-2 (Reservoir Avenue), Cranston                                        | |
| Providence                                              | 34,0                                                    | 54,7                                                    | 17                                                       | US 1 (Elmwood Avenue)                                                                         | sortie sud seulement |
| Providence                                              | 35,3                                                    | 56,8                                                    | 18                                                       | US 1A, Thurbers Avenue                                                                        | |
| Providence                                              | 36,0–36,2                                               | 57,9–58,3                                               | 19                                                       | I-195 est, US 6 est, East Providence, New Bedford, Cape Cod // Eddy Street                    | sortie nord et sortie sud seulement pour I-195; sortie sud seulement pour Eddy Street (aucune entrée)                       |
| Providence                                              | 36,4–36,6                                               | 58,6–58,9                                               | 20                                                       | I-195 est, US 6 est, East Providence, New Bedford, Cape Cod                                   | sortie sud seulement; extrémité sud du multiplex avec la US 6                                                               |
| Providence                                              | 37,2–37,3                                               | 59,9–60,0                                               | 21                                                       | Broadway, Atwells Avenue                                                                      | sortie sud et entrée nord seulement pour Atwells Street; sortie nord seulement pour Broadway                                |
| Providence                                              | 37,5                                                    | 60,4                                                    | 22A                                                      | Memorial Boulevard, PROVIDENCE CENTRE-VILLE                                                   | |
| Providence                                              | 37,5                                                    | 60,4                                                    | 22B                                                      | US 6 ouest, vers RI-10 sud, Hartford (CT), Chopmist                                           | extrémité nord du multiplex avec la US 6                                                                                    |
| Providence                                              | 37,5                                                    | 60,4                                                    | 22C                                                      | Providence Place                                                                              | |
| Providence                                              | 38,2–38,3                                               | 61,5–61,6                                               | 23                                                       | RI-146 nord vers US 44, Woonsocket, North Providence // Charles Avenue (route 246)            | RI-144 et US 44 direction nord (sortie nord et entrée sud); Charles avenue direction sud (sortie sud et entrée nord)        |
| Providence                                              | 39,0                                                    | 62,8                                                    | 24                                                       | Branch Avenue                                                                                 | |
| Providence                                              | 39,7                                                    | 63,9                                                    | 25AB                                                     | US 1 RI-126 (Smithfield Avenue), vers US 1 (North Main Street)                                | en direction nord, numérotée 25A vers la US 1, 25B vers la RI-126                                                           |
| Pawtucket                                               | 40,9                                                    | 65,8                                                    | 26                                                       | RI-122 (Longsdale Avenue, Main Street), Pawtucket                                             | sortie nord et entrée sud seulement                                                                                         |
| Pawtucket                                               | 41,4                                                    | 66,6                                                    | 27                                                       | US 1, RI-15, Pawtucket, North Providence                                                      | La I-95 commence à contourner Pawtucket par le sud-est                                                                      |
| Pawtucket                                               | 41,8                                                    | 67,3                                                    | 28                                                       | RI-114 (School Road)                                                                          | aucune sortie sud |
| Pawtucket                                               | 42,2–42,3                                               | 67,9–68,1                                               | 29                                                       | US 1 vers RI-114 // Cottage Street, Braodway, Pawtucket centre, East Providence               | court multiplex avec la US 1                                                                                                |
| Pawtucket                                               | 43,0                                                    | 69,2                                                    | 30                                                       | East Street, Roosevelt Avenue, Central Falls                                                  | sortie nord seulement; dernière sortie au Rhode Island                                                                      |
| Frontière Rhode Island-Massachusetts                    | 43,3                                                    | 69,7                                                    | I-95 nord, Attleboro (MA), Boston (MA)                   | I-95 nord, Attleboro (MA), Boston (MA)                                                        | Extrémité nord-est de l'I-95 au Rhode Island; Continue au Massachusetts; Boston situé environ 50 miles (81 km) plus au nord |
| Échangeur incomplet Multiplex                           |                                                         |                                                         |                                                          |                                                                                               | |